# Pare (Selogiri)
Pare is een bestuurslaag in het regentschap Wonogiri van de provincie Midden-Java, Indonesië. Pare telt 3965 inwoners (volkstelling 2010).